# Pachyanthus monopleurus
Pachyanthus monopleurus är en tvåhjärtbladig växtart som beskrevs av Ignatz Urban. Pachyanthus monopleurus ingår i släktet Pachyanthus och familjen Melastomataceae. Inga underarter finns listade i Catalogue of Life.